# Prats-du-Périgord
 Prats-du-Périgord  (en occitano Prats de Perigòrd) es una población y comuna francesa, situada en la región de Aquitania, departamento de Dordoña, en el distrito de Sarlat-la-Canéda y cantón de Villefranche-du-Périgord.

## Demografía
| 247 | 238 | 197 | 212 | 199 | 183 |
| Para los censos de 1962 a 1999 la población legal corresponde a la población sin duplicidades (Fuente: INSEE [Consultar]) |     |     |     |     |     |